# Ахмад Шах Дурани
Ахмад Шах Дурани (перс. احمد شاه دراني; 1722—1772) је оснивач авганистанске националне државе и њен најзначајнији владалац, владао 1747-1772. Своме племену осигурао је превласт над осталим авганистанским племенима, која траје све до данас. Смео војсковођа, упадао је више пута у Индију, освојио Кашмир и већи део Панџаба, а заузео је и Делхи. Својом коњицом тукао је одсудно Марате у бици код Панипата 14. 1. 1761. године, што је имало трајних последица за историју Индије.